# Opel CIH Six
Viene denominata CIH Six una serie di motori a scoppio alimentati a benzina prodotta dal 1965 al 1994 dalla Casa automobilistica tedesca Opel.
Il nome indica sinteticamente l'architettura di tali motori: CIH sta infatti per Camshaft In Head (in inglese: "albero a camme in testa"), mentre Six (il numero "sei", sempre in inglese) indica il numero dei cilindri.
Destinata a modelli Opel di fascia alta, la famiglia CIH Six esordì nel settembre del 1965 sulla cosiddetta serie "KAD" (le tre vetture sorelle Kapitän, Admiral e Diplomat, presentate l'anno precedente) e fu chiamata a sostituire i motori OHV Six, risalenti al 1938.

## Caratteristiche generali

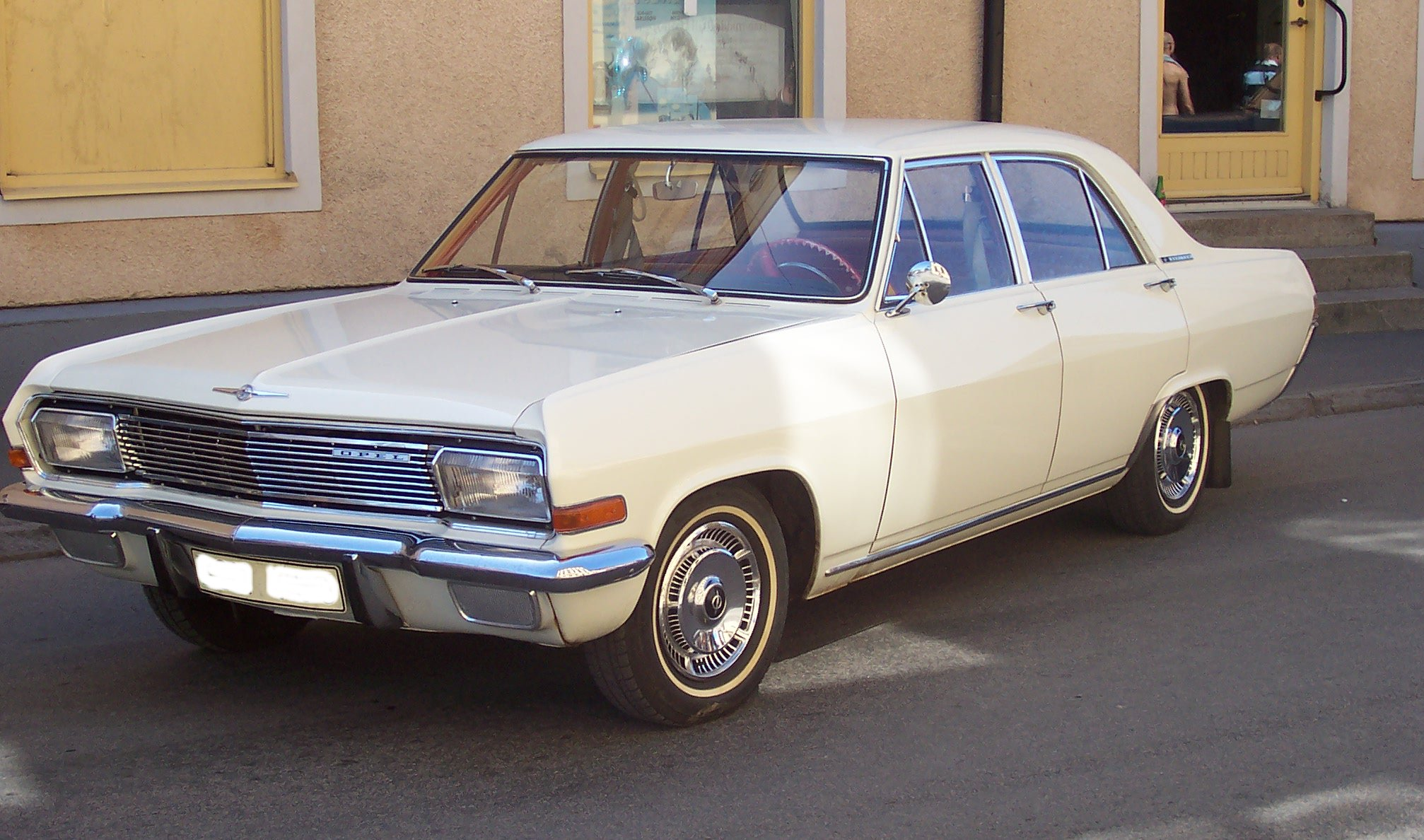
Una delle prime autovetture ad utilizzare un motore CIH Six è stata la Opel Kapitän A, nel 1965

Caratteristica fondamentale dei motori CIH Six era la distribuzione ad albero a camme in testa, che li distingueva dalla precedente serie OHV, dotata della classica distribuzione ad aste e bilancieri con asse a camme laterale. Nei motori CIH è da sottolineare però la particolare posizione dell'albero a camme, situato nella testata, ma a lato delle valvole e non sopra di esse. La sigla CIH adottata per questa famiglia di motori è utilizzata proprio per indicare questa differenza rispetto alla più diffusa soluzione dell'albero situato sopra la testata, indicata generalmente con la sigla "OHC" (Over Head Camshaft). Inoltre vennero impiegate in modo generalizzato le punterie idrauliche.
Inizialmente questi motori avevano un albero a gomiti su cinque supporti di banco, ma in seguito ricevettero anche il sesto.
Riassumendo, le caratteristiche principali dei motori CIH Six erano:
- architettura a sei cilindri in linea;
- basamento e testata in ghisa;
- distribuzione con albero a camme (singolo o doppio) in testa, comandato da catena;
- due o quattro valvole per cilindro, mosse da bilancieri, punterie idrauliche.

La famiglia di motori CIH Six è strettamente correlata con la coeva serie Opel CIH Four, rispetto alla quale la principale differenza sta nei due cilindri in più, come rivela il nome. Infatti, se i motori CIH Four erano a quattro cilindri, i CIH Six erano a sei cilindri.
La parentela tra le due famiglie è riconoscibile dalle dimensioni (alesaggio e corsa) dei cilindri, identiche in numerose versioni di entrambe le famiglie.
Con la nascita dei motori CIH Six, la gamma motoristica Opel di fascia alta ha avuto la possibilità di ramificarsi ed articolarsi in un numero maggiore di versioni; nel corso della sua storia, la famiglia di motori CIH Six è arrivata a coprire un intervallo di cilindrate compreso tra 2,2 e 4 litri, in sette diverse cubature. Alcune varianti sono state sviluppate con l'apporto di aziende esterne ad Opel.
Di seguito vengono descritte le numerose versioni dei motori CIH Six.

### Versione da 2,2 litri

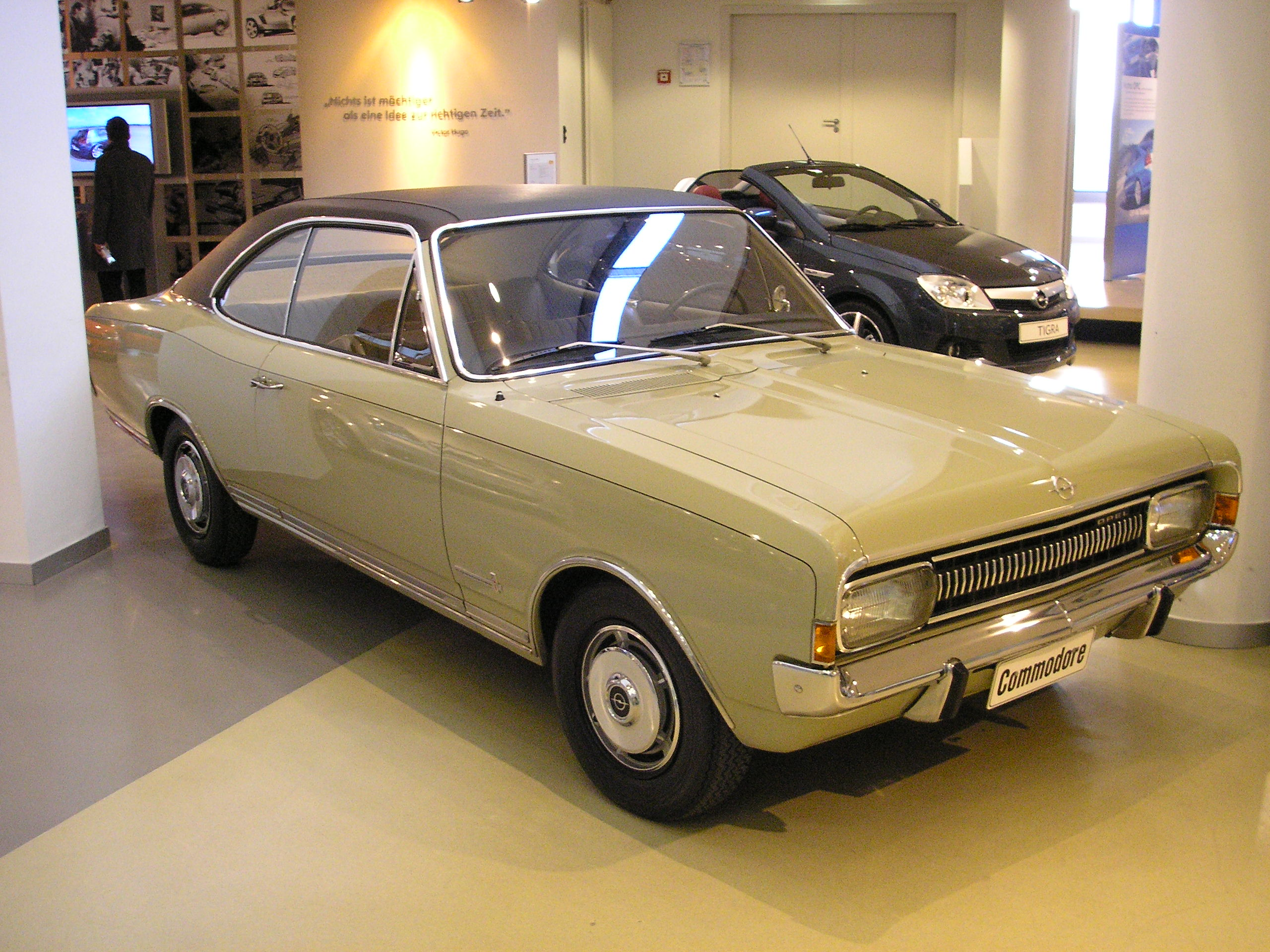
Le Opel Commodore A 2.2 sono state il principale esempio di applicazione del CIH Six da 2,2 litri

Il motore CIH Six da 2,2 litri fu introdotto nel 1966, un anno dopo i primi motori CIH Six da 2,8 litri. Rispetto a questi ultimi l'alesaggio era stato abbassato da 92 ad 82,5 mm, mentre la corsa misurava sempre 69,8 mm, come nella maggior parte dei motori Opel CIH sia a quattro che a sei cilindri. Pertanto la cilindrata scese da 2.784 a 2.239 cm³. Il motore CIH Six da 2,2 litri era un monoalbero proposto in un'unica variante denominata 22N, che non va confusa con il pari cubatura ad iniezione arrivato quasi vent'anni dopo, il quale era siglato 22E e faceva parte della famiglia CIH Four.
Le caratteristiche del motore 22N sono riportate di seguito.

#### 22N
L'unico motore CIH Six da 2,2 litri era caratterizzato da un rapporto di compressione di 8,2:1 ed era alimentato da un carburatore Solex 32/32 DIDTA-4. La potenza massima raggiungibile era di 95 CV a 4.800 giri/min, mentre la coppia massima era di 160 N·m a 3.200 giri/min. Tale motore è stato montato su:
- Opel Rekord C 2.2 (1966-67);
- Opel Commodore A 2.2 (1967-68).

### Versioni da 2,5 litri

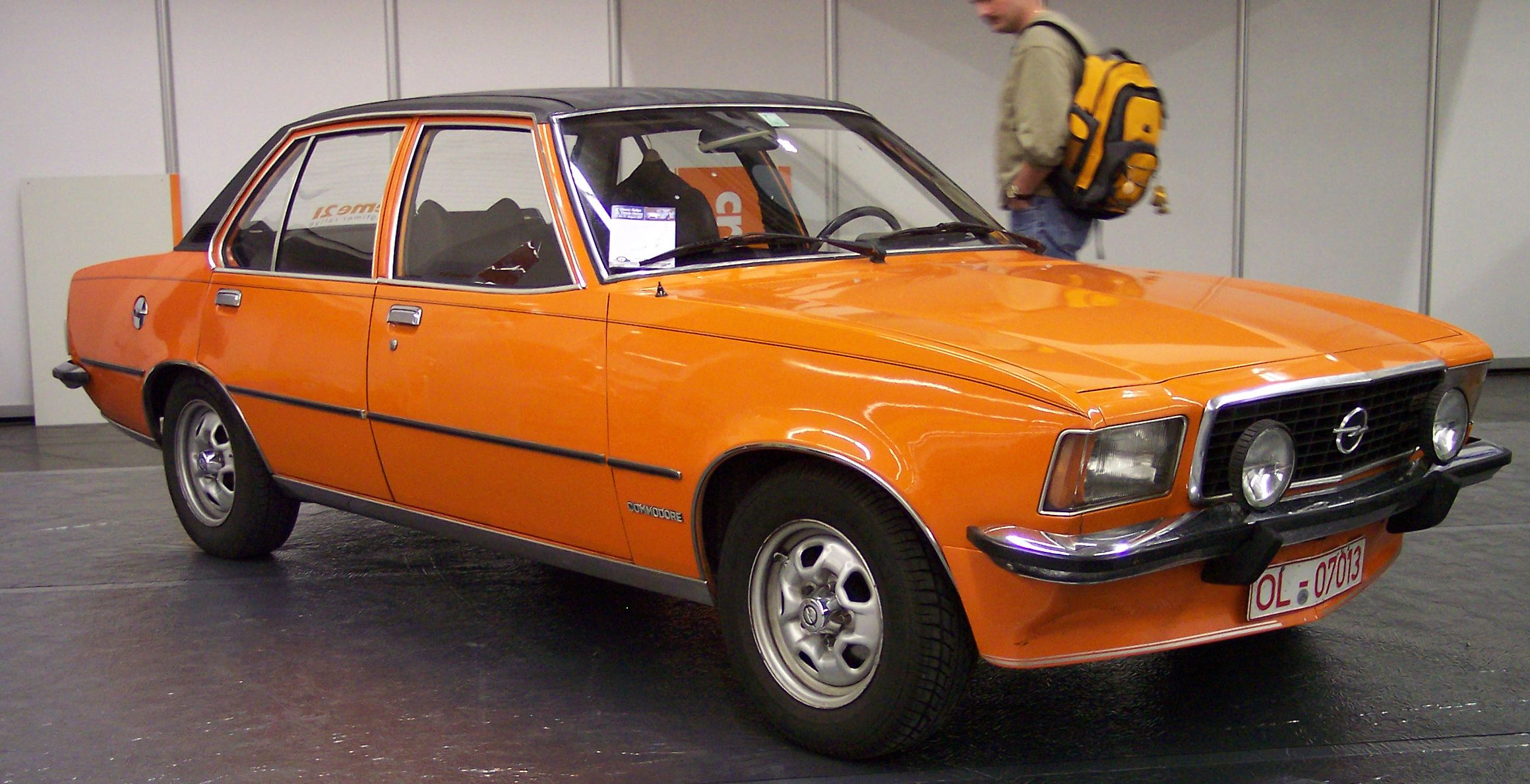
Tra le varie applicazioni del CIH Six da 2,5 litri troviamo anche la Opel Commodore B

Il motore CIH Six da 2,5 litri ha debuttato nell'agosto del 1965 come motorizzazione specifica per il mercato austriaco in alternativa al 2.8 e proposta in tale mercato per via delle normative fiscali che penalizzavano le vettura oltre i 2,5 litri di cilindrata. Qui l'alesaggio è stato portato ad 87 mm, ferma restando la misura della corsa a 69,8 mm: la cilindrata è così di 2.490 cc. La distribuzione era monoalbero con due valvole per cilindro. Il motore CIH Six da 2,5 litri è stato proposto in sei varianti ed è stato il più longevo tra i motori CIH Six.
Di seguito vengono illustrate le caratteristiche delle cinque varianti del 2,5 litri CIH Six.

#### Variante austriaca
Questa è la motorizzazione originaria di cui è già fatto cenno: era caratterizzata da una potenza di 112 CV a 4500 giri/min e da una coppia massima di 179 Nm a 3400 giri/min. Venne montata unicamente sotto il cofano delle Opel Kapitän A e Admiral A previste per il mercato austriaco fra l'agosto del 1965 e il novembre del 1968.

#### 25S
Questa sigla indica uno dei primi 2.5 CIH Six a debuttare. Esso è stato infatti introdotto assieme all'unità motrice 25H, descritta più avanti. Il motore 25S era caratterizzato da un rapporto di compressione di 9,2:1. I primi 25S erano alimentati da un carburatore Solex 32/35 DIDTA ed erogavano una potenza massima di 115 CV a 5.200 giri/min, con una coppia massima di 177 N·m a 3.800 giri/min.
A partire dal 1969 è stato montato un nuovo carburatore, uno Zenith 35/40 INAT e la potenza massima è passata a 120 CV a 5.500 giri/min, con coppia massima invariata ma disponibile a 4.200 giri/min.
Questo motore ha trovato applicazione su:
- Opel Commodore A 2.5 S (1967-72);
- Opel Commodore B 2.5 S (1972-77);
- Opel Commodore C 2.5 S (1977-82);
- Opel Senator A 2.5, solo in alcuni mercati (1982-86).

Infine, vale la pena aggiungere che nella Commodore C e nella Senator A la coppia massima era passata da 177 a 179 N·m.

#### 25H
Questo è l'altro 2,5 litri che ha esordito nel 1967 assieme all'unità 25S. Inizialmente il rapporto di compressione era di 9,5:1, mentre l'alimentazione era affidata a due carburatori Zenith 35/40 INAT. In seguito, a partire dal 1972, il rapporto di compressione ha subito un abbassamento, scendendo a 9:1. In ogni caso, la potenza massima erogabile era di 130 CV a 5.300 giri/min, con una coppia massima di 190 N·m a 4.250 giri/min.
Questo motore ha trovato applicazione su:
- Opel Commodore A 2.5 GS (1967-72);
- Opel Commodore B 2.5 GS (1972-73).

#### 25E
Questa variante è stata introdotta nel 1970 e porta per la prima volta in un motore CIH Six l'alimentazione ad iniezione, in questo caso fornita dalla Bosch. Il rapporto di compressione era di 9,2:1. Questo motore ha subito diversi ritocchi durante la sua carriera: innanzitutto lo stesso sistema di iniezione è stato cambiato più di una volta. Nel 1977 si è passati dalla Bosch D-Jetronic alla L-Jetronic e nel 1985 si è arrivati alla LE-Jetronic.
| Motore CIH Six 25E |                |               |                        |                    |                      |
| Variante           | Potenza CV/rpm | Coppia Nm/rpm | Applicazioni           | Anni di produzione | Note                 |
| 1.                 | 150/5800       | 200/4500      | Opel Commodore A GS/E  | 1970-71            |                      |
| 2.                 | 130/5600       | 186/4500      | Opel Commodore C 2.5 E | 1981-82            | Solo mercato tedesco |
| 3.                 | 136/5600       | 186/4600      | Opel Senator A 2.5 E   | 1982-86            |                      |
|                    |                |               | Opel Monza 2.5 E       | 1982-86            |                      |
| 4.                 | 140/5200       | 205/4000      | Opel Senator A 2.5 E   | 1984-87            |                      |
|                    |                |               | Opel Monza 2.5 E       | 1984-87            |                      |

#### 25NE
Quest'altra variante del 2.5 CIH Six è stata introdotta nel 1987, in occasione del lancio della Opel Senator B, per la quale è stata prevista una motorizzazione da due litri e mezzo. Tale motorizzazione era caratterizzata da un rapporto di compressione pari a 9,2:1 ed era alimentata mediante un sistema di iniezione elettronica Bosch LE-Jetronic. La potenza massima sviluppata da tale motore era di 140 CV a 5.200 giri/min, con un picco di coppia pari a 205 N·m a 4.200 giri/min. In pratica erano minime le differenze tra questa motorizzazione e la 25E da 140 CV montava sulle ultime Opel Monza e Senator A.
Come già accennato, questa motorizzazione è stata realizzata appositamente per la Opel Senator B 2.5 E (1987-90).

#### S25E
Questa è una motorizzazione riservata ad alcuni mercati che è quasi identica all'unità motrice 25E da 136 CV montata sulle Opel Monza e Senator A. Cambia in pochissimi dettagli di poco rilievo e, a differenza della 25E da 136 CV, è stata montata anche sulla Commodore C. Anche i valori di erogazione sono pressoché identici.

### Versione da 2,6 litri

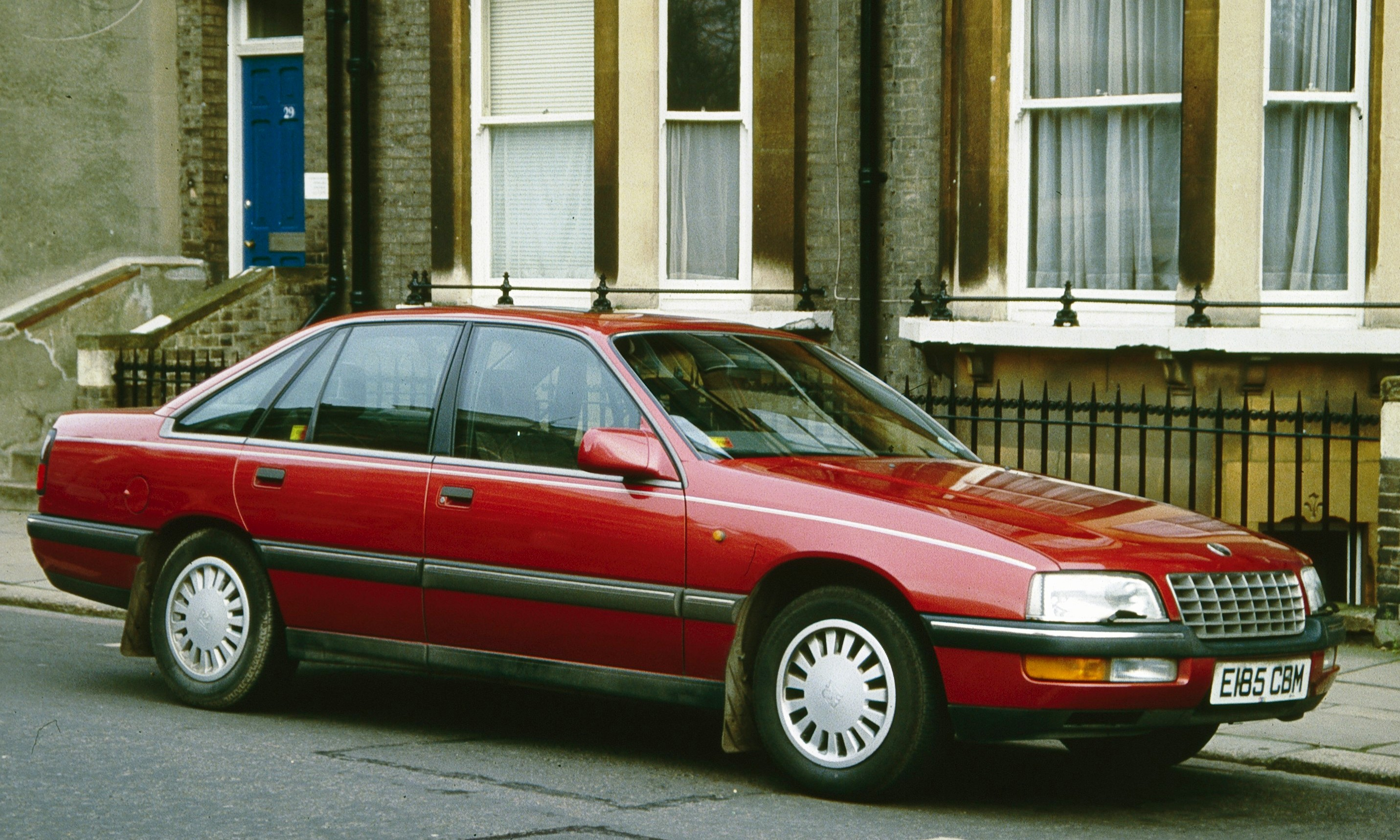
Le Opel e le Vauxhall Senator montavano anche motori CIH Six da 2,6 litri

Il motore CIH Six da 2,6 litri è stato introdotto nel 1990 e consisteva in una versione rialesata del 2,5 litri della stessa famiglia, che tra l'altro andava a sostituire. Il diametro dei cilindri è stato aumentato da 87 ad 88,8 mm, mentre la corsa è rimasta di 69,8 mm. Da ciò si è ottenuto un aumento della cilindrata da 2.490 a 2.594 cc. Questa cubatura è stata proposta in una sola variante, con distribuzione monoalbero e due valvole per cilindro. Le caratteristiche di tale motore sono illustrate di seguito.

#### C26NE
La sigla C26NE identifica l'unica variante del CIH Six da 2,6 litri. Il rapporto di compressione di questo propulsore era di 9,2:1, mentre l'alimentazione era ad iniezione elettronica Bosch Motronic M1.5, con condotti di aspirazione a lunghezza variabile (tecnologia denominata DUAL RAM da Opel e ripresa dall'unità C30SE introdotta l'anno precedente). La potenza massima raggiungeva 150 CV a 5.600 giri/min, con una coppia massima di 220 N·m a 2.600 giri/min.

Tale motore ha trovato applicazione su:
- Opel Omega A 2.6i (1990-93);
- Opel Senator B 2.6i (1990-93).

### Versioni da 2,8 litri

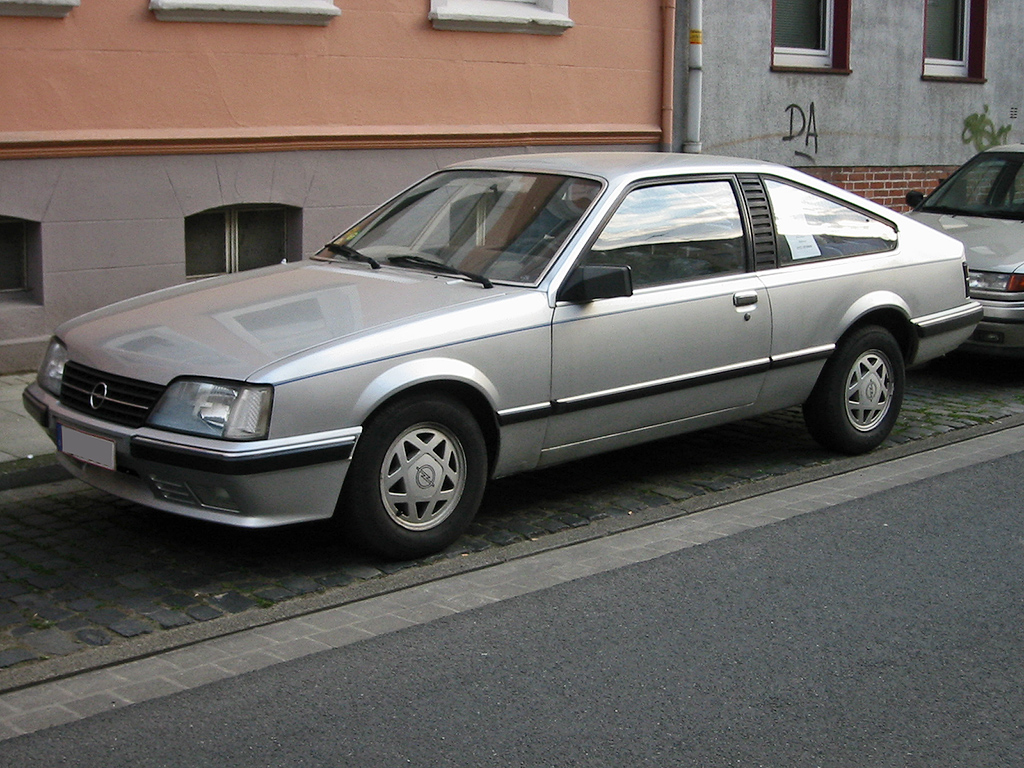
Una delle ultime Opel a montare il CIH Six da 2,8 litri è stata la coupé Monza

Il motore da 2,8 litri è stato tra quelli di maggior rilievo all'interno della famiglia CIH Six, prima di tutto perché ne è stato il capostipite ed poi perché ha costituito la spina dorsale della successiva produzione motoristica Opel relativa a tale famiglia.
Le misure di alesaggio e corsa erano pari a 92x69,8 mm, per una cilindrata di 2.784 cc.
Questo motore ha subito nel corso degli anni parecchie modifiche e si è articolato in diverse varianti e sottovarianti, le cui caratteristiche ed applicazioni sono illustrate di seguito.

#### 28S
L'unità motrice 28S è stata in assoluto la prima variante dei CIH Six ad esordire. Nel corso della sua carriera, che va dal 1965 al 1977, ha subito numerosi aggiornamenti e un quadro delle sue caratteristiche ed applicazioni è fornito nella seguente tabella a scomparsa:
| Motore CIH Six 28S |                          |                |               |                      |                    |
| Variante           | Rapporto di compressione | Potenza CV/rpm | Coppia Nm/rpm | Applicazioni         | Anni di produzione |
| 1.                 | 9:1                      | 125/4800       | 210/3500      | Opel Admiral A 2.8   | 1965-68            |
|                    |                          |                |               | Opel Kapitän A 2.8   | 1965-68            |
| 2.                 | 9.5:1                    | 132/5200       | 210/3500      | Opel Admiral B 2.8   | 1968-75            |
|                    |                          |                |               | Opel Kapitän B 2.8   | 1968-70            |
|                    |                          |                |               | Opel Diplomat B 2.8  | 1968-75            |
| 3.                 | 9.5:1                    | 130/5000       | 210/3800      | Opel Commodore B 2.8 | 1972-75            |
| 4.                 | 9:1                      | 129/5000       | 208/3800      | Opel Admiral B 2.8   | 1975-77            |
|                    |                          |                |               | Opel Diplomat B 2.8  | 1975-77            |
|                    |                          |                |               | Opel Commodore B 2.8 | 1975-77            |

Va inoltre ricordato che nel corso della carriera del motore 28S c'è stato anche un cambio di carburatore: fino al 1968 è stato utilizzato un carburatore Solex 32/32 DIDTA-4, che poi è stato sostituito da uno Zenith 35/40 INAT.

#### 28H
Il motore 28H è stato introdotto nel 1967 in affiancamento all'unità 28S. Rispetto a quest'ultima, l'alimentazione è affidata a due carburatori anziché uno solo, solitamente due Zenith 35/40 INAT, ma per le Opel Senator A 2.8 sono stati montati due Pierburg 32/54 4A1.

Anche in questo caso si sono avuti vari aggiornamenti, riportati nella tabella seguente:
| Motore CIH Six 28H |                          |                |               |                         |                    |
| Variante           | Rapporto di compressione | Potenza CV/rpm | Coppia Nm/rpm | Applicazioni            | Anni di produzione |
| 1.                 | 9.5:1                    | 140/4900       | 227/3700      | Opel Admiral A 2.8 HL   | 1967-68            |
|                    |                          |                |               | Opel Kapitän A 2.8 HL   | 1967-68            |
| 2.                 | 9.5:1                    | 145/5200       | 225/3700      | Opel Commodore A 2.8 GS | 1970-71            |
| 3.                 | 9.5:1                    | 145/5200       | 227/3700      | Opel Kapitän B 2.8 HL   | 1968-70            |
|                    |                          |                |               | Opel Admiral B 2.8 HL   | 1968-75            |
|                    |                          |                |               | Opel Diplomat B 2.8 HL  | 1968-75            |
| 4.                 | 9.5:1                    | 142/5200       | 220/3600      | Opel Commodore B 2.8 GS | 1972-77            |
| 5.                 | 9:1                      | 140/5200       | 225/3600      | Opel Admiral B 2.8 HL   | 1975-77            |
|                    |                          |                |               | Opel Diplomat B 2.8 HL  | 1975-77            |
| 6.                 | 9:1                      | 140/5200       | 218/3600      | Opel Commodore B 2.8 GS | 1975-77            |
|                    |                          |                |               | Opel Senator A 2.8      | 1978-81            |
|                    |                          |                |               | Opel Monza 2.8          | 1978-81            |

#### 28E
La sigla 28E cela la più evoluta fra le varianti del CIH Six da 2,8 litri, introdotta nel 1968. Essa era infatti alimentata grazie ad un sistema di iniezione Bosch L-Jetronic o D-Jetronic, a seconda dei modelli. Come nelle due varianti già viste, il rapporto di compressione era inizialmente di 9,5:1, poi sceso a 9:1 nel marzo del 1975.

Per illustrare la gamma di applicazioni e le sottovarianti di questo motore, è utilizzata la seguente tabella a scomparsa:
| Motore CIH Six 28E |                |               |                           |                    |
| Variante           | Potenza CV/rpm | Coppia Nm/rpm | Applicazioni              | Anni di produzione |
| 1.                 | 165/5600       | 233/4350      | Opel Admiral B 2.8 E      | 1968-75            |
|                    |                |               | Opel Diplomat B 2.8 E     | 1968-75            |
| 2.                 | 160/5600       | 229/4400      | Opel Admiral B 2.8 E      | 1975-77            |
|                    |                |               | Opel Diplomat B 2.8 E     | 1975-77            |
| 3.                 | 160/5400       | 233/4350      | Opel Commodore B 2.8 GS/E | 1972-75            |
| 4.                 | 155/5600       | 229/4400      | Opel Commodore B 2.8 GS/E | 1975-77            |

### Versioni da 3 litri
Il motore CIH Six da 3 litri è stato introdotto nel 1978 e deriva da una rialesatura del 2,8 litri, utilizzato fino al quel momento e tolto di produzione con l'uscita di scena in contemporanea dei modelli che lo hanno montato, ossia il trio di modelli KAD (Kapitän-Admiral-Diplomat) e la Commodore B. Nel nuovo motore il diametro dei cilindri è stato aumentato da 92 a 95 mm. Sempre invariata la corsa, rimasta a 69,8 mm. Perciò la cilindrata ottenuta era di 2.968 cc. Il motore da 3 litri risulta quello proposto in più versioni fra tutti i motori della famiglia CIH Six: ben nove furono le varianti, le cui caratteristiche ed applicazioni sono descritte di seguito.

#### 30H
Con questa sigla viene indicato l'unico 3 litri CIH Six alimentato a carburatore, un Pierburg 32/54 4A1. Il rapporto di compressione era di 9,25:1. Questo motore erogava una potenza massima di 150 CV a 5.200 giri/min, con una coppia massima di 230 N·m a 3.400 giri/min. Le applicazioni del motore 30H comprendono:
- Opel Monza 3.0 S (1978-82);
- Opel Senator A 3.0 S (1978-82).

#### 30E
Nel 1978, assieme all'unità 30H, è stata introdotta l'unità 30E, che differiva dalla prima principalmente per l'alimentazione ad iniezione. Inizialmente il sistema era un Bosch L-Jetronic, ma nel 1983 è stato montato un più moderno LE-Jetronic, con un rapporto di compressione rimasto sempre costante a 9,4:1. La potenza massima erogata dal motore 30E era di 180 CV a 5.800 giri/min, con una coppia massima di 248 N·m pressoché costanti tra 4.200 e 4.800 giri/min. Questo motore ha trovato applicazione su:
- Opel Monza 3.0 E (1978-85);
- Opel Senator A 3.0 E (1978-85).

Questo motore è stato proposto in alcuni mercati con la sigla S30E, con caratteristiche similissime ed analoghe applicazioni.

#### 30NE
Introdotto nel 1985, questo motore è una variante aggiornata dell'unità 30E, rispetto alla quale cambia veramente poco. Invariati sono il rapporto di compressione (sempre a 9,4:1) ed il sistema di iniezione, un Bosch LE-Jetronic come negli ultimi 30E. La potenza massima era di 177 CV a 5.600 giri/min, mentre la coppia massima, anch'essa leggermente diminuita, era di 240 N·m a 4.400 giri/min. Questo motore è stato montato su:
- Opel Omega A 3.0 E (1986-90);
- Opel Senator B 3.0 E (1987).

#### C30LE
Questa variante, introdotta nel 1985, era provvista di marmitta catalitica, era alimentata con iniezione elettronica Bosch e il suo rapporto di compressione era di 8,5:1, un po' più basso rispetto alle altre versioni. Di questo motore sono esistite due sottovarianti, differenti tra loro di pochissimo.

La prima sottovariante era alimentata da una iniezione Bosch LU-Jetronic, erogava una potenza massima di 156 CV a 5.600 giri/min con una coppia massima di 226 N·m a 4.200 giri/min ed è stata montata sulle:
- Opel Monza A 3.0i Kat e GSE Kat (1985-86)
- Senator A 3.0i Kat (1985-86)

La seconda sottovariante disponeva invece di un sistema di iniezione Bosch Motronic ML4.1 e forniva sempre 156 CV di potenza massima, ma a 5.400 giri/min, mentre la coppia massima era di 230 N·m fra 3.800 e 4.400 giri/min. Le applicazioni di questo motore si trovano su:
- Opel Omega 3.0i (1987-88);
- Opel Senator B 3.0i (1987-90).

#### C30NE
Questa variante è stata introdotta nel 1987: in pratica essa è una variante aggiornata del motore 30NE. Nel C30NE il rapporto di compressione è sceso a 9,2:1 e la centralina di iniezione elettronica era all'inizio una Bosch Motronic ML4.1, sostituita nel 1990 da una Bosch Motronic M1.5. Grazie a tali variazioni, i valori massimi di potenza e di coppia rimanevano invariati rispetto al motore 30NE, ma era possibile ottenere la coppia massima a 4.200 giri/min anziché 4400, mentre la potenza massima era disponibile a 5.800 giri/min anziché 5.600. Inoltre l'unità C30NE era provvista di catalizzatore.

Questo motore è stato montato su:
- Opel Omega A 3.0 Si (1988-93);
- Opel Senator B 3.0i (1987-92).

#### C30SE
L'importanza dell'unità C30SE, introdotta nell'ottobre 1989, sta nel fatto che si tratta del primo CIH Six con distribuzione bialbero a quattro valvole per cilindro, secondo uno schema propriamente DOHC. Lo spostamento degli alberi a camme sopra le valvole, anziché a lato, ha significato quindi la modifica della caratteristica distintiva di questa famiglia di motori.

Tra le altre innovazioni introdotte da questa unità, vi sono i condotti di alimentazioni a lunghezza variabile (soluzione chiamata DUAL RAM da Opel) e le valvole di scarico al sodio, in modo da contenere le maggiori sollecitazioni termiche. Tale caratteristica, che alla fine degli anni ottanta del secolo scorso era all'avanguardia, fu in seguito adottata su altri motori ad alte prestazioni della Opel.

L'alimentazione, ad iniezione elettronica, è gestita da una centralina Bosch Motronic M1.5, con dispositivo catalizzatore antinquinamento allo scarico.

Il 3 litri C30SE è caratterizzato da un rapporto di compressione pari a 10:1, con potenza massima di 204 CV a 6.000 giri/min e una coppia massima di 270 N·m a 3.600 giri/min.

L'unità è stata montata su:
- Opel Omega A 3000 24v (1989-93);
- Opel Senator B 3.0 24v (1989-93).

#### C30SEJ
Un anno dopo l'unità C30SE, ma non in tutti i mercati, venne introdotta l'unità C30SEJ, leggermente depotenziata. Pur con un analogo rapporto di compressione e la medesima centralina elettronica, la potenza massima era scesa a 200 CV, mentre la coppia massima si fermava a 265 N·m. Anche i regimi ai quali questi valori venivano raggiunti erano identici a quelli dell'unità C30SE. Questo motore ha trovato applicazione solo sulle Opel Omega A 3.0i 24v (1990-93).

#### C30XEI
Questo è un motore particolare, non previsto nella normale produzione di serie. Era previsto solo per la Opel Omega A 3.0i Evo 500 (1990-91), una versione particolare ottenibile su richiesta, basata sul motore C30SE ed elaborata dal preparatore tedesco Irmscher, che già da parecchio tempo collaborava con la Casa di Rüsselsheim per la realizzazione di modelli Opel particolari e dalle alte prestazioni. In questo caso la Omega Evo 500 doveva essere la versione stradale della Omega che avrebbe corso nel Campionato DTM.

Questo motore manteneva la centralina Bosch Motronic M1.5, sebbene rimappata, ma era stato modificato in più aspetti, tra cui il rapporto di compressione elevato a 10,5:1 e la testata lavorata con profili delle camme più spinte. Inoltre i pistoni erano stati alleggeriti ed accorciati, le bielle allungate, le valvole maggiorate, anche se di poco e l'albero a gomiti diversamente bilanciato. Alla fine la potenza massima ottenuta sul motore destinato all'uso stradale era di 230 CV a 6.700 giri/min, con una coppia massima di 280 N·m a 3.500 giri/min.

Negli esemplari destinati al DTM, utilizzati fino al 1993, tali valori sono arrivati dapprima a 412 CV e 340 N·m ed in seguito a 440 CV e a 450 N·m rispettivamente; in questi casi però il motore è stato anche rialesato, dapprima solo leggermente, mentre in seguito è arrivato a 3,8 litri. Inoltre vi sono stati ulteriori interventi, come il montaggio di sei corpi farfallati separati ed una nuova centralina di gestione.

### Versioni da 3,6 litri
Le quattro varianti in cui è stato proposto il motore CIH Six da 3,6 litri sono state utilizzate in un breve periodo attorno alla prima metà degli anni novanta e si caratterizzano per essere state sviluppate grazie ad aziende esterne ad Opel, Lotus in un caso ed Irmscher negli altri.

Tutti questi motori derivano dall'identico processo di allungamento della corsa dei cilindri, attuato su quattro distinte varianti del 3 litri CIH Six. La corsa, modificata per la prima volta dal 1965 su un motore CIH Six destinato ad uso stradale, passava da 69,8 a 85 mm, mentre l'alesaggio di 95 mm rimaneva invariato; la cilindrata così ottenuta era di 3.615 cc.

#### C36GET
Questa sigla indica il motore CIH Six da 3,6 litri più noto, quello che ha equipaggiato la cosiddetta Lotus Omega, versione speciale ad altissime prestazioni della berlina Opel, realizzata dalla Lotus tra il 1990 ed il 1994.

Questo motore è frutto di una profondissima rivisitazione del 3 litri bialbero a quattro valvole per cilindro C30SE. La testata era stata modificata, con gli assi a camme dal profilo più spinto; anche il basamento era stato completamente riprogettato per reggere al meglio le maggiori sollecitazioni cui il motore era sottoposto; il rapporto di compressione abbassato e portato ad 8,2:1 per permettere il montaggio di due turbocompressori Garrett T25 che lavoravano in parallelo (uno ogni tre cilindri), corredati da un intercooler aria/acqua. Inoltre erano stati montati due radiatori dell'olio ed un sistema elettronico per la gestione del raffreddamento anche a motore spento.

La potenza massima raggiungeva 377 CV a 5.200 giri/min, con una coppia massima di 557 N·m a 4.200 giri/min.

#### Gli altri 3.6 CIH
Come detto, vi sono stati altri tre motori CIH da 3,6 litri, le cui applicazioni hanno interessato unicamente le Omega A e le Senator B, per versioni speciali create del preparatore tedesco Irmscher.

Queste motorizzazioni, prendendo come base ciascuna una differente variante del 3 litri CIH, venivano realizzate apportando le medesime modifiche dimensionali che erano state alla base del C36GET. Anche queste tre motorizzazioni, quindi, hanno misure di alesaggio e corsa pari a 95x85 mm, per 3.615 cc di cilindrata.

La prima motorizzazione è la 36NE, nata sulla base del 3 litri 30NE. Essa era sprovvista di catalizzatore, aveva rapporto di compressione pari a 9,2:1 ed erogava una potenza massima di 200 CV.

La seconda motorizzazione era la C36NE, nata invece sulla base dell'unità C30NE. Rispetto al motore di base, il rapporto di compressione è rimasto immutato a 9,2:1, ma grazie alla cilindrata più alta la potenza è passata a 197 CV a 5.200 giri/min, con una coppia motrice di 285 N·m a 4.200 giri/min.

La terza ed ultima motorizzazione era siglata C36NEI ed era basata sull'unità motrice C30LE. In pratica era quasi identica all'unità 36NE, con poche differenze, una delle quali era la presenza del catalizzatore. Anche la potenza massima era rimasta immutata a 200 CV.

### Versione da 4 litri
Come la maggioranza delle motorizzazioni da 3,6 litri, anche quella da 4 litri è stata opera di Irmscher. Il 4 litri CIH Six è esistito in un'unica variante siglata C40SE, basata sull'unità bialbero C30SE da 204 CV. A partire da tale unità le misure di alesaggio e corsa sono state portate a 98x88 mm, per una cilindrata totale di 3.983 cc. Il rapporto di compressione era pari a 10:1 e l'alimentazione era ad iniezione elettronica Bosch Motronic M1.5. La potenza massima era di 272 CV a 5.800 giri/min, mentre la coppia massima raggiungeva il picco di 395 N·m a 3.300 giri/min.